# Diecezja Aguascalientes
Diecezja Aguascalientes (łac. Dioecesis de Aguas Calientes) – diecezja Kościoła rzymskokatolickiego w Meksyku, należąca do archidiecezji Guadalajara.

## Historia
27 sierpnia 1899 roku papież Leon XIII erygował diecezję Aguascalientes. Dotychczas wierni z tych terenów należeli do archidiecezji Guadalajara.

## Główne świątynie
- Katedra: Bazylika katedralna Wniebowzięcia Najświętszej Maryi Panny w Aguascalientes

## Ordynariusze
- José María de Jesús Portugal y Serratos OFM (1902 - 1912)
- Ignacio Valdespino y Díaz (1913 - 1928)
- José de Jesús López y Gonzalez (1929 - 1950)
- Salvador Quezada Limón (1951 - 1984)
- Rafael Muñoz Nuñez (1984 - 1998)
- Ramón Godinez Flores (1998 - 2007)
- José María de la Torre Martín (2008 - 2020)
- Juan Espinoza Jiménez (od 2022)